# Suchá Hora
Suchá Hora é um município da Eslováquia, situado no distrito de Tvrdošín, na região de Žilina. Tem 21,85 km² de área e sua população em 2018 foi estimada em 1.440 habitantes.

## Demografia
| Ano:        | 1994 | 2004    | 2014   | 2024   |
| ----------- | ---- | ------- | ------ | ------ |
| Broj ljudi: | 1145 | 1291    | 1404   | 1483   |
| Razlika:    |      | +12,75% | +8,75% | +5,62% |

| Ano:               | 2023 | 2024   |
| ------------------ | ---- | ------ |
| Número de pessoas: | 1479 | 1483   |
| Diferença:         |      | +0,27% |